# 사회적 살인
사회적 살해는 프리드리히 엥겔스가 1845년 쓴 <잉글랜드 노동자 계층의 조건>에서 사용한 표현으로, "현재 사회적, 정치적 통제력을 가진 계층"은 "수백 명의 무산자들을 불가피하게 너무 일찍 그리고 부자연스러운 죽음을 맞이하게 하는 그런 위치에 놓게 한다"고 말한다. 사회적 살인은 사회 최빈곤층에 대한 정치적, 사회적 엘리트들의 명백한 범행이기 때문에 이것은 개인이 서로에 대해 저지른 살인과 과실과는 다른 범주에 속했다. 
한 개인이 다른 사람에게 신체적 상해를 입혀서 죽음에 이르게 되면, 우리는 그 행위를 과실치사라고 부르고, 가해자가 그 상해가 치명적일 것이라는 것을 미리 알았을 때 우리는 그의 행위를 살인이라고 부른다. 하지만 사회가 수백 명의 무산자들을 필연적으로 너무 일찍, 그리고 비자연적인 죽음을 맞이하게 되면, 그것은 칼이나 총알에 의한 죽음만큼이나 폭력에 의한 죽음이다; 그것이 수천 명의 생필품을 빼앗을 때, 그들은 살아갈 수 없는 상태, 즉 그들을 통해 강요한다. 법의 팔, 죽음이 필연적인 결과를 초래할 때까지 그러한 상태로 남으려면- 이 수천 명의 희생자들이 죽어야 한다는 것을 알고 있지만, 이러한 조건들이 남아있도록 허용한다면, 그 행동은 한 개인의 행위만큼이나 확실히 살인이다; 위장, 악의적 살인, 아무도 그 누구도 그 자신을 방어할 수 없는 살인.살인자를 본 사람이 없기 때문에, 피해자의 죽음은 자연스러운 것으로 보이기 때문에, 범죄는 커미셔닝이라기보다는 누락에 더 가깝기 때문이다. 하지만 살인은 여전히 남아있다.

원래 빅토리아 시대의 영국 도시인 맨체스터와 관련하여 쓰여졌지만, 이 용어는 21세기 보수당 경제 정책 및 그렌펠 타워 화재와 같은 사건을 묘사하기 위해 존 맥도넬과 같은 좌파 정치인들에 의해 논란이 되어 왔다. 랭캐스터 대학의 크리스 그로버 교수는 최근 영국의 보수당 공공 정책을 지칭하기 위해 이 용어를 사용했다.요크 대학교 교수 데니스 라파엘은 캐나다 온타리오 주의 보수당 공공 정책을 설명하기 위해 이것을 사용했다. 2007년 매니토바 대학의 로버트 체노마스와 이안 허드슨 경제학자는 '사회적 살해 : 그리고 보수경제학의 다른 단점들'라는 책에서 보수적 경제학을 지칭하기 위해 이 용어를 사용했다. . 2021년 영국 의학 저널의 편집장 캄란 아바시는 이 용어를 사용하여 COVID-19 전염병을 통제하지 못한 정부 정책을 설명하였다.

작가이자 저널리스트인 크리스 헤지스는 지구 지배계급이 생태학적 붕괴와 기후 변화를 가속화함으로써 "사회적인 살인의 건축가"라고 말했다.
지금 일어나고 있는 일은 소홀함이 아니다. 그것은 무능한 것이 아니다. 그것은 정책 실패가 아니다. 그것은 살인이다. 그것은 계획적이기 때문에 살인이다. 생명을 지키기보다 소멸시키겠다는 세계 지배계층의 의식적인 선택이 있었기에 살인이다. 그것은 살인이다. 왜냐하면, 엄격한 통계, 증가하는 기후 파괴와 과학적인 모델링에도 불구하고, 이윤은 인간의 생명과 생존보다 더 중요하다고 여겨지기 때문이다.